# De belofte
De belofte (Engels: The Promise) is een boek geschreven door Chaim Potok. Het boek kwam uit in 1969 en is de opvolger van Uitverkoren (The Chosen, van dezelfde schrijver). Het boek handelt verder over Reuven Malter en Danny Saunders.

## Verhaal
Danny Saunders is begonnen aan zijn studie Psychologie aan Columbine University waar hij hoge ogen gooit met zijn grote intelligentie. Reuven studeert verder aan Hirsch College en wil rabbi worden. Na de Tweede Wereldoorlog komen vele joden vanuit Europa naar de VS, waar zij verder in rust willen leven. Zij hebben echter een grote invloed op de wat minder orthodoxe joden die al in de VS wonen. Ook Reuven krijgt hiermee te maken. Zijn Talmoedleraar, de rabbi Jacob Kalman, wil niets horen van moderne manieren om de Talmoed te bestuderen. Reuven heeft een sterke voorkeur voor deze manier, met dank aan zijn vader, die ook zo werkt. Hierdoor komen Reuven en zijn leraar vaak in conflict. Uiteindelijk lukt het Reuven om rabbi te worden, met behulp van de doorslaggevende mening van zijn vorige leraar.
Danny werkt ondertussen aan de praktijk in een kliniek. Reuven is geïnteresseerd in Abraham Gordon, een schrijver met erg moderne opvattingen over het geloof. Deze opvattingen zijn erg tegen de zin van veel joden. Abraham is zelfs in de ban gedaan. Reuven ontmoet diens dochter, Rachel. Hierdoor komt hij in contact met Abraham Gordon en diens zoon Michael. Michael blijkt geestelijk erg ziek en gesloten, maar hij mag Reuven graag. Abraham Gordon wil graag dat zijn zoon beter wordt en heeft gehoord van Danny Saunders en vertrouwt hem. Zo komen Danny en Gordon met elkaar in contact en wordt besloten Michael op te nemen in de kliniek.
In de kliniek schiet het niet op met Michael. Er is nauwelijks verbetering, eerder verslechtering. Danny heeft een idee om Michael aan het praten te krijgen, om zijn problemen te verhelpen. Dit idee is gebaseerd op rationele gronden en Danny's eigen jeugd. Er wordt ook bewust gebruik gemaakt van perioden van stilte. Michael wordt opgesloten in een kamer zonder sociaal contact en afleiding. Hierdoor raakt hij volledig in zichzelf gekeerd. Met behulp van Reuven weten ze Michael aan het praten te krijgen. Hierdoor kunnen zijn problemen verholpen worden. Aan het eind van het boek trouwen Rachel en Danny met elkaar. Reuven vindt dit niet erg leuk, maar legt zich er bij neer.